# Roberto Bracco
Roberto Bracco (Napoli, 10 novembre 1861 – Sorrento, 20 aprile 1943) è stato un giornalista, scrittore e drammaturgo italiano.
Fu amico intimo di alcuni dei maggiori esponenti dell'arte partenopea, tra i quali ricordiamo Gennaro Villani, Salvatore Di Giacomo e Francesco Cangiullo.

## Biografia
Roberto Bracco era il figlio di Achille Bracco, architetto e illustratore, e di Rosa De Ruggero, nonché nipote del botanico Michele Tenore. Abbandonati gli studi, iniziò a lavorare per una ditta di spedizioni, finché Martino Cafiero lo convinse a collaborare per Corriere del mattino. Il suo esordio letterario avvenne il 6 gennaio 1879 con una breve novella intitolata Una parentesi. A partire da quella data iniziò un'intensa attività di cronista, inviato, giornalista, novelliere e poeta, firmandosi a partire dal 1881 mediante l'alias Baby. Successivamente, morto Cafiero nel 1884, collaborò a diversi altri giornali, tra cui Capitan Fracassa (1884-1888) e il Piccolo (1886-1888). Matilde Serao ed Edoardo Scarfoglio lo convinsero a collaborare per il Corriere di Napoli (dal 1º gennaio 1888 al 17 maggio 1892) in qualità di critico teatrale e musicale. Dopo una breve pausa, dal 22 ottobre 1892 seguì la Serao e Scarfoglio a Il Mattino.

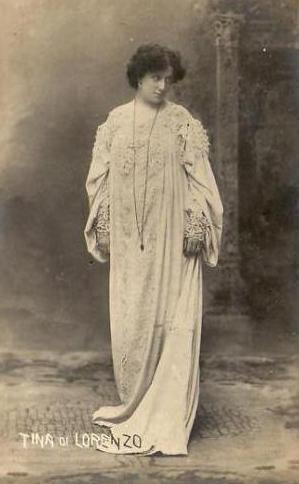
Tina Di Lorenzo

La sua attività di giornalista lo avvicinò al mondo teatrale napoletano. Fu proprio l’attore Ermete Novelli a chiedergli una commedia, Non fare ad altri, che portò in scena il 22 dicembre 1886 al Teatro Sannazaro di Napoli. Sull’onda del successo riscontrato da questa sua prima opera continuò a scrivere per il teatro, sia commedie che drammi, che furono interpretati dai più famosi attori ed attrici dell’epoca: Maschere (con Ermete Zacconi, 1893), Una donna (con Tina Di Lorenzo, 1893), L’infedele (Compagnia Beltramo-Della Guardia, 1894), Il trionfo (con Ermete Zacconi, 1895), Don Pietro Caruso (con Emete Novelli, 1895), La fine dell’amore (Compagnia Leigheb-Reiter, 1896), Tragedie dell’anima (con Tina Di Lorenzo, 1899), Il diritto di vivere (con Ermete Zacconi, 1900), Sperduti nel buio (con Irma Gramatica, 1901), Maternità (con Tina Di Lorenzo, 1903), La piccola fonte (con Irma Gramatica, 1905;  con Ruggero Ruggeri ed Emma Gramatica, 1906), I fantasmi (con Irma Gramatica, 1906), Il piccolo santo (con Ferruccio Garavaglia 1912; con Ruggero Ruggeri, 1914), L’Internazionale, (Tina Di Lorenzo, 1915), Ll’uocchie cunzacrate (Compagnia di Ernesto Murolo, 1916). Conobbe grande successo in Italia e all'estero.

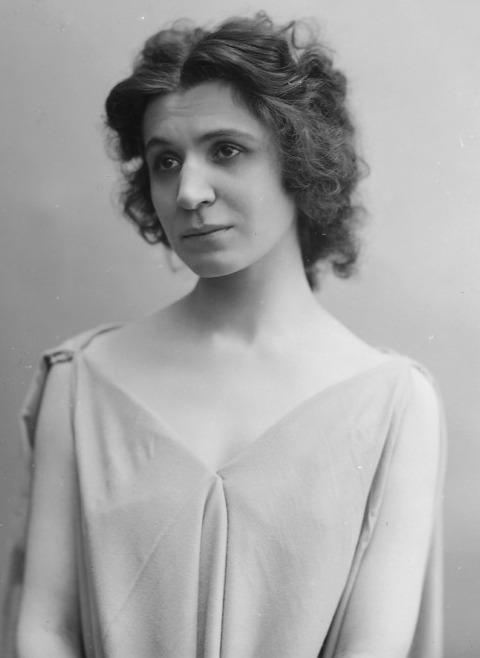
Irma Gramatica

Da Sperduti nel buio fu tratto nel 1914 l'omonimo film diretto da Nino Martoglio, considerato un precursore nel filone neo-realista del cinema italiano del secondo dopoguerra, e di cui lo stesso Bracco dichiarò di "riconoscere il perfetto risultato del lavoro cinematografico". Fu uno dei primi autori italiani a considerare il cinema come forma d'arte e a concedere la sua produzione teatrale per trasposizioni cinematografiche. Fu anche autore di soggetti originali per il cinema muto. Alcuni soggetti per il cinema, scritti durante il fascismo, non furono portati sullo schermo per la sua condizione di autore messo all'indice.
Fu anche autore di alcune canzoni di successo, tra queste: Salamelic (1882), Comme te voglio amà (1887), Tarantì tarantella (1889), Africanella (1894), Tarantella ntussecosa (1895) e Sentinella (1917).
Nel febbraio 1922 Roberto Bracco diede alle stampe il dramma I pazzi che subì una dura critica da parte di Adriano Tilgher che accusò Bracco di essere esponente del "teatro vecchio" in contrapposizione al "teatro nuovo" di Luigi Pirandello. Pochi giorni dopo intervenne Lucio D'Ambra, in difesa dell’amico, sostenendone l’onestà intellettuale. Ne seguì una polemica che durò due mesi con oltre duecento interventi. Tra questi anche una stroncatura da parte di Silvio D'Amico.  Successivamente, in una lettera del 17 settembre 1925 Bracco confermò quanto scritto nel preambolo dell’opera, pensata già nel 1909 e scritta nel 1918, quindi precedente a Sei personaggi in cerca d'autore di Luigi Pirandello.
Poi la contrapposizione con Luigi Pirandello, da artistica, divenne ideologica: se Bracco parlamentare aderiva all’opposizione parlamentare e partecipava alla secessione dell'Aventino, Pirandello rendeva pubblica la sua adesione al fascismo tramite un telegramma pubblicato il 19 settembre 1924 su “L’Impero”, un mese dopo il ritrovamento del corpo di Giacomo Matteotti; se Bracco sottoscriveva il Manifesto degli intellettuali antifascisti, redatto da Benedetto Croce e pubblicato il 1 maggio 1925, Pirandello sottoscriveva il Manifesto degli intellettuali fascisti, redatto da Giovanni Gentile e reso pubblico il 21 aprile 1925.
Roberto Bracco, molto conosciuto e apprezzato all'estero, venne più volte candidato al Premio Nobel per la letteratura. Dalla desecretazione degli atti emerge che le candidature furono per gli anni che vanno dal 1922 al 1926. Nel 1922 Karl August Hagberg, traduttore di alcuni lavori di Bracco, redasse una lunga e dettagliata relazione. A causa delle sue posizioni di pacifista e di intransigente antifascista il governo italiano pose il veto sul suo nome e dopo il 1926 non fu più candidato.
Un aneddoto particolare mette in evidenza la pregevolezza umana del drammaturgo napoletano, particolarmente in termini di dignità, stile e senso dell'onore.

### Fascismo e antifascismo
Roberto Bracco, che già nella sua opera L’Internazionale definiva la guerra "flagello" e "mostruosa", sottoscrisse, unico italiano insieme a Benedetto Croce, la Déclaration de l'indépendance de l'Esprit, proposta da Romain Rolland e pubblicata sul quotidiano socialista L'Humanité il 26 giugno 1919, appello ai "lavoratori dello Spirito" a ritrovare un’unione fraterna dopo cinque anni di odio e censura.
Si presentò alle elezioni del 6 aprile 1924 nelle liste promosse da Giovanni Amendola ed eletto nella circoscrizione Campania alla Camera dei deputati. Fu tra i firmatari del Manifesto degli intellettuali antifascisti, redatto nel 1925 da Benedetto Croce. Fu dichiarato decaduto dalla carica di deputato, insieme agli altri aventiniani, nella seduta del 9 novembre 1926.
Nel novembre del 1926, in seguito al fallito attentato a Mussolini del 31 ottobre, la casa di Roberto Bracco (come pure quelle di Benedetto Croce e Arturo Labriola) venne devastata dai fascisti e un suo lavoro inedito, La verità, dato alle fiamme e irrimediabilmente perduto. Qualche tempo dopo scampò ad un agguato.
Dopo tre anni di divieti da parte del regime fascista la sua amica e attrice Emma Gramatica ottenne il permesso di interpretare I pazzi. La rappresentazione del 18 giugno 1929 al Teatro Fiorentini di Napoli fu accolta con successo ma il 9 luglio al Teatro Eliseo di Roma fu interrotta da un’azione squadristica ad opera dei fascisti romani e l’opera mai più rappresentata nell’Italia mussoliniana.
Fu uno dei pochi intellettuali italiani che coerentemente non scese a patti col regime. L’ostracismo nei suoi confronti, voluto personalmente da Mussolini, si manifestò in varie forme: l’editore Mondadori rinunciò a pubblicare le sue opere, i problemi economici dovuti all’allontanamento dai palcoscenici, il divieto di espatrio. «Il manganello e l’olio di ricino gli parvero strumenti troppo vili per una rivoluzione. (…) Non patteggiò. Disdegnò gli allettamenti dell’Accademia d’Italia».
Ritiratosi a Sorrento, malato e accudito dalla giovane moglie Laura si spense il 20 aprile 1943. Della sua morte fu dato scarsissimo rilievo sui giornali.

### Roberto Bracco e l'Italia postbellica
Proprio il dramma I pazzi, che gli costò l'ostracismo definitivo mentre era ancora in vita, fu la prima opera di Roberto Bracco ad essere rappresentata nell'Italia democratica. Il debutto avvenne il 6 febbraio 1947, al Teatro Olimpia di Milano, interpretato da Evi Maltagliati e Memo Benassi, preceduto da un discorso commemorativo tenuto da Sabatino Lopez. Subito dopo al Festival di Cannes 1947 fu presentato in concorso Sperduti nel buio, diretto da Camillo Mastrocinque. 
Il 30 aprile 1956 il regista napoletano Vittorio Viviani, figlio di Raffaele, diresse La luce di Santa Agnese, presso il Piccolo Teatro di Napoli, protagonista Evi Maltagliati.
Il 1962 fu l'anno dedicato alla celebrazione del centenario della nascita di Roberto Bracco, seppure in ritardo di un anno per motivi organizzativi. La radio mandò in onda il 15 marzo 1962 Occhi consacrati (regia di Ottavio Spadaro, con Lilla Brignone e Aroldo Tieri). Il 19 maggio 1962, presente l'on. Giovanni Leone, il teatro di via Tarsia, recuperato dalle distruzioni belliche, venne inaugurato e ridenominato Teatro Bracco. Quella stessa sera Il Gruppo teatrale dell'ENAL di Napoli presentò Don Pietro Caruso. Infine il 26 ottobre 1962 fu la volta di Sperduti nel buio al Teatro del Convegno di Milano (regia di Enrico D'Alessandro, con Renzo Ricci).
Nel 1964 Maner Lualdi, per il Teatro delle Novità, portò in scena L’infedele e Don Pietro Caruso, sia in Italia che in tournée in America Latina.
La televisione italiana si occupò solo una volta di Roberto Bracco: i due atti unici Gli occhi consacrati e Il perfetto amore, per la rassegna Trent'anni di teatro italiano: 1900-1930, trasmessi il 2 luglio 1965, per la regia di Carlo Di Stefano.
Poi di nuovo l'oblio. A Casertavecchia, per «Settembre al borgo», l'8 settembre 1983 il regista Alessandro Giupponi presentò due atti unici: Don Pietro Caruso e Notte di neve.
Il cinquantenario della morte - 1993 - fu del tutto ignorato.
Per il decennale della riapertura del Teatro Bracco il 5 novembre 2009 l'Associazione "Gli Sbandati" aprì la stagione con Infedele, regia di Asteria Casadio. Successivamente il regista Giovanni Meola presentò L’Internazionale al Teatro Galleria Toledo di Napoli. Era il 29 ottobre 2014, a cento anni dalla prima rappresentazione e dallo scoppio della Grande Guerra, un testo definito «preveggente».
Dal 2012 viene assegnato il Premio Bracco nell'ambito di Sui Sentieri degli Dei, Festival dell'Alta Costiera Amalfitana.
L'8 giugno 2014, l'Associazione "La Carrozza d'Oro" di Scisciano (NA) chiude la rassegna Torrefazione Teatrale con lo spettacolo "Vite da Bracco" nel quale vengono ripresi i due atti unici "Lui Lei Lui" e "Non fare ad altri" per la regia di Pasquale Napolitano. Il 29 settembre dello stesso anno l'Associazione presenta il solo atto unico "Lui Lei Lui" per il 71º anniversario delle Quattro giornate di Napoli in collaborazione con l'Istituto Campano per la Storia della Resistenza, dell'Antifascismo e dell'Età Contemporanea "Vera Lombardi" presso il Salone della Biblioteca di Storia Patria di Napoli.
Nel 2017 le manifestazioni per il 74º anniversario delle Quattro giornate di Napoli sono state dedicate a Roberto Bracco.
In occasione del 75º anniversario della morte, il 20 aprile 2018 la Fondazione Premio Napoli ha organizzato una giornata in ricordo di Roberto Bracco, nel corso della quale il Sindaco de Magistris ha scoperto una targa a via San Gregorio degli Armeni, nella casa natale dello scrittore.

## Opere
- Opere, Lanciano, Carabba, 1935-1942, 25 vol.

### Teatro
Teatro, Milano-Palermo-Napoli, Sandron, 1905-1922, 11 vol.
- Una donna. Commedia in quattro atti, Milano, Casa editrice Galli di C. Chiesa e F. Guindani, 1894.
- Commedie e scene. Il trionfo, Trani, Valdemaro Vecchi, 1896.
- Maschere. Dramma in un atto - Le disilluse. Fiaba in un atto per marionette, Milano, Treves, 1896.
- Don Pietro Caruso. Dramma in un atto, Napoli, Guida, 1896.
- Tragedie dell’anima, Napoli, Giannini, 1900.
- Il diritto di vivere. Dramma in tre atti, Napoli, Giannini, 1900.
- Uno degli onesti. Commedia in un atto, Napoli,  Giannini, 1900.
- La fine dell’amore. Satira in quattro atti, Napoli, Giannini, 1901.
- La piccola fonte. Dramma in quattro atti, Palermo, Sandron, 1906.
- I fantasmi. Dramma in 4 atti, Roma, Nuova Antologia, 1907.
- Ad armi corte. Commedia in un atto, Milano, Sandron, 1910.
- Il piccolo santo. Dramma in cinque atti, Palermo, Sandron, 1912.
- Il perfetto amore. Dialogo in tre atti, Palermo, Sandron, 1916.
- I pazzi. Dramma in quattro atti, Palermo, Sandron, 1922.
- Ll'uocchie cunzacrate. Dramma in un atto, Napoli, A. Guida, 1931.
- Ll’uocchie cunzacrate, Napoli, Guida, 1931.
- La luce di Santa Agnese, "Il Dramma" n. 236, maggio 1956, pp. 52–55.
- «Sonia» un monologo inedito di Roberto Bracco. Testo critico e commento di Asteria Casadio, Teramo, Evoè, 2011.
- Il teatro di Roberto Bracco. Opere I (Maternità, La piccola fonte, L'internazionale), a cura di Mario Prisco, Spoleto, Editoria & Spettacolo, 2013.
- Il teatro di Roberto Bracco. Opere II (Don Pietro Caruso, Il diritto di vivere, Sperduti nel buio, Notte di neve), a cura di Mario Prisco, Spoleto, Editoria & Spettacolo, 2014.
- Il teatro di Roberto Bracco. Opere III (I fantasmi, Il piccolo santo, Gli occhi consacrati, I pazzi), Spoleto, a cura di Mario Prisco, Editoria & Spettacolo, 2017.

### Novelle
- Frottole di Baby, Napoli, Marghieri, 1881.
- Novelle in un atto di Baby. Con illustrazioni di E. Dalbono, Napoli, Casa Editrice Artistico-Letteraria, 1887.
- Donne, Milano, Libreria Editrice Galli di C. Chiesa e F. Guindani, 1893.
- Il diritto dell’amore ed altre novelle, Napoli, Pierro, 1900.
- Smorfie umane, Milano, Libreria Editrice Lombarda, 1906.
- Smorfie tristi, Palermo, Sandron, 1909.
- Smorfie gaie, Palermo, Sandron, 1909.
- La vita e la favola, Palermo, Sandron, 1914.
- Il gobbo, 1918 (su "La lettura").
- Il più grande amore, con ill. di Enrico Sacchetti, 1920 (su "La lettura").
- Ombre cinesi, Palermo, Sandron, 1920.
- Gli specchi (piani - concavi - convessi), Palermo, Sandron, 1926.

### Poesie
- Vecchi versetti, Palermo, Sandron, 1908.

### Libretti d'opera
- Le disilluse, musicato da Mario Costa, Napoli, 1889.
- Sperduti nel buio. Dramma in tre atti, ridotto per la scena lirica da Roberto Bracco e Alberto Donaudy. Musica di Stefano Donaudy, Milano, Edizioni Ricordi, 1906.
- Pulcinella innamorato. Poemetto eroi–comico di Roberto Bracco. Quattro tempi per orchestra, musica di Jules Burgmein[Esplicative 1], Edizioni Ricordi, 1907.

### Saggi e varie
- Spiritismo di Baby, Napoli, L. Pierro editore, 1886; riedito: Lo spiritismo a Napoli nel 1886, Napoli, F. Perrella, 1907.
- Viaggiando in estate, Napoli, Chiaruzzi, 1892.
- Nel mondo della donna. Conversazioni femministe, disegni di U. Vico, Roma, E. Voghera, 1906; nuova edizione: Loreto, Antonio Tombolini Editore, 2016.
- Tra le Arti e gli Artisti. Primo volume di Scritti Varii, Napoli, Giannini, 1918.
- Tra gli uomini e le cose. Secondo volume di Scritti Varii, Napoli, Giannini, 1921.
- Tra i due sessi. Fioretti d'esperienza (chi legge e invitato a collaborare), Palermo, Sandron, 1921.
- Col permesso del babbo. Versi dialettali - Teatro - Novelle - Scritti varii, prefazione di Matilde Serao, Palermo-Roma, Sandron, 1926.
- Lettere a Laura, a cura di Pasquale Iaccio, Di Mauro Franco, 1994.
- Lettere di Roberto Bracco a Ruggero Ruggeri con un’azione cinematografica inedita di Bracco dal titolo «Il primo raggio di sole», a cura di Matilde Tortora, graus editore, 2006.

## Filmografia

### Soggettista
- Il diritto di vivere, regia di Roberto Troncone (1912)
- Don Pietro Caruso, regia di Emilio Ghione (1914)
- Sperduti nel buio, regia di Nino Martoglio (1914)
- L'avvenire in agguato, regia di Giulio Antamoro (1916)
- Nei labirinti di un'anima, regia di Guido Brignone (1917)
- La principessa, regia di Camillo De Riso (1917)
- Maternità, regia di Ugo De Simone (1917)
- Una donna, regia di Mario Gargiulo (1917)
- La piccola fonte, regia di Roberto Leone Roberti (1917)
- Il perfetto amore, regia di Guido Brignone (1918)
- Occhi consacrati, regia di Luigi Mele (1919)
- L'altra razza, regia di Augusto Camerini (1920)
- Il piccolo santo, regia di Ugo Falena (1920)
- Nellina, regia di Gustavo Serena (1920)
- Notte di neve, regia di Giulio Tanfani-Moroni (1921)
- Sono stato io!, regia di Raffaello Matarazzo (1937)
- Sperduti nel buio, regia di Camillo Mastrocinque (1947)

### Bibliografiche
1. ↑  Iaccio (1992), pp. 27-28.
2. ↑   Domenico Natale, L’opera di Achille Bracco, architetto e illustratore botanico del Real Orto Botanico di Napoli, in "Delpinoa" n. 52-53 (PDF), su biologiavegetale.unina.it, dicembre 2016. URL consultato il 24 novembre 2018 (archiviato il 24 novembre 2018).
3. ↑  Riccardo Mazzola, Roberto Bracco veduto da vicino, in "Noi e il mondo", 1º marzo 1914, p. 223-230
4. ↑  Mi presento, in "Corriere del Mattino", 21 agosto 1881
5. ↑   Non fare ad altri, su Università degli Studi di Salerno. URL consultato il 25 novembre 2018 (archiviato il 26 novembre 2018).
6. ↑   Don Pietro Caruso, su Biblioteca digitale sulla Camorra. URL consultato il 25 novembre 2018 (archiviato il 26 novembre 2018).
7. ↑  "Il Mattino", Napoli, 20-21 settembre 1914
8. ↑  Pasquale Iaccio, Il cinema inedito di Roberto Bracco (1), in "Cinemasessanta", A. XXXIII, nn. 3-4, maggio-agosto 1992, pp. 48-61
9. ↑  Pasquale Iaccio, Il cinema inedito di Roberto Bracco (2), in "Cinemasessanta", A. XXXIII, nn. 5-6, settembre-dicembre 1992, pp. 38-55
10. ↑   Roberto Bracco. Le canzoni, su Università degli studi di Salerno. URL consultato il 1º dicembre 2018 (archiviato il 1º dicembre 2018).
11. ↑  Adriano Tilgher, «I pazzi» di Roberto Bracco, "Il Mondo", 8 giugno 1922
12. ↑  Lucio D’Ambra, Una lettera aperta ad Adriano Tilgher, a proposito de «I Pazzi» di Roberto Bracco, "L’Epoca", 13 giugno 1922
13. ↑  Silvio d’Amico, Roberto Bracco e «I Pazzi», "L’Idea nazionale", 11 giugno 1922
14. ↑  Luigi Personé, Lettere inedite di Roberto Bracco, in "L’Osservatore politico letterario", Anno III, 1957, n. 8, p. 65
15. ↑  Francesco Sinigaglia, I volti della violenza a teatro, Lucca, Argot edizioni, p. 67
16. ↑  (EN) Nomination Database, su The Nobel Prize. URL consultato il 1º dicembre 2018 (archiviato il 1º dicembre 2018).
17. ↑  Iaccio (1992), p. 113.
18. ↑  La proposta per il premio Nobel a Roberto Bracco, in Pasquale Iaccio, Uno scomodo testimone. Roberto Bracco tra arte e politica, "Giornale di Storia Contemporanea", A. XIV, n. 2, dicembre 2011, pp. 53-58
19. 1 2  Iaccio (1992).
20. ↑  Fausta Samaritani, Il caso Roberto Bracco, in Le forme del narrare, a cura di Simona Costa, Marco Dondero, Laura Melosi, Polistampa, 2004, vol. I, pp. 521-531
21. ↑   Aldo Maiorano, Appunti sulla "Déclaration pour l’Indépendance de l’Esprit" del 1919 e su Romain Rolland, Benedetto Croce e Roberto Bracco, su blogspot.com, 23 luglio 2012. URL consultato il 4 maggio 2019 (archiviato il 28 novembre 2018).
22. ↑   Tornata di martedì 9 novembre 1926 (PDF), su storia.camera.it, Camera dei deputati,  p. 6389. URL consultato il 26 novembre 2018 (archiviato l'11 novembre 2020).
23. ↑  "Il Dramma" n. 236, maggio 1956, pp. 51
24. ↑  Pasquale Iaccio, Roberto Bracco e la censura teatrale fascista. Il caso dei "Pazzi", in "Ariel", A. VIII, nn. 2-3, maggio-dicembre 1993, pp. 229-258
25. ↑  Pasquale Iaccio, Il censore e il commediografo. Note sull'applicazione della revisione teatrale nel periodo fascista, in "Storia Contemporanea", A. XXXV, n. 2, marzo-aprile 1994, pp. 529-545
26. ↑  Pasquale Iaccio, Uno scomodo testimone. Roberto Bracco tra arte e politica, in "Giornale di Storia Contemporanea", A. XIV, n. 2, dicembre 2011, pp. 5-58
27. ↑  Pasquale Iaccio, Roberto Bracco: le ragioni di una scelta antifascista, in Giulia Buffardi (a cura di), Omaggio a Roberto Bracco, "Meridione. Sud e Nord nel Mondo", A. XII, n. 4, ottobre-dicembre 2013, pp. 54-89
28. ↑  Iaccio (1992), p. 262.
29. ↑   Aurelia Del Vecchio, su Università degli Studi di Salerno. URL consultato il 28 novembre 2018 (archiviato il 28 novembre 2018).
30. ↑  La morte di Roberto Bracco, "Corriere della Sera", 21 aprile 1943
31. ↑  "Il Dramma", n. 401, 1 maggio 1943, p. 34
32. ↑  Renato Simoni, «I pazzi» di Bracco venticinque anni dopo, in "Il Dramma", n. 31-32, 1 marzo 1947, pp. 84-85
33. ↑   Interrogazione dell'on. Spadazzi (PDF), su Gazzetta Ufficiale, 19 dicembre 1961,  p. 9122. URL consultato il 23 novembre 2018 (archiviato il 24 novembre 2018).
34. ↑  Radiocorriere TV, n. 11, 1962, pp. 46 e 49
35. ↑   Teatro Bracco. La nostra storia, su teatrobracconapoli.it. URL consultato il 23 novembre 2018 (archiviato dall'url originale il 24 novembre 2018).
36. ↑  "Il Dramma", n. 314, novembre 1962, p. 84
37. ↑  Carlo Terron, "Il Tempo", 17 novembre 1962, su Sipario
38. ↑  Enzo Maurri, Era nato per oziare ed amare, Radiocorriere TV, n. 26, 1965, pp. 18-19
39. ↑   Ghigo De Chiara, Riscoperto «un altro» Bracco (PDF), su Avanti!, 9 settembre 1983. URL consultato il 26 novembre 2018 (archiviato dall'url originale il 26 novembre 2018).
40. ↑  Francesco Frascani, Riflessioni in un cinquantenario. La parte viva del teatro di Roberto Bracco, in "Misure Critiche", a. XXIV, luglio-dicembre 1993, gennaio-giugno 1994, n. 88-90, pp. 139-149
41. ↑  Armando Rotondi, INIT, 27 luglio 2016
42. ↑   Proloco di Agerola, su proagerola.it. URL consultato il 27 novembre 2018 (archiviato il 4 marzo 2007).
43. ↑   Torrefazione teatrale, su QuartaParete. URL consultato il 18 novembre 2019 (archiviato il 24 settembre 2020).
44. ↑   Istituto Campano per la Storia della Resistenza "Vera Lombardi", su legacoopcampania.it. URL consultato il 18 novembre 2019 (archiviato il 22 maggio 2022).
45. ↑   L’Anniversario delle Quattro Giornate a Napoli. Programma degli Eventi, su napolidavivere.it, 28 settembre 2017. URL consultato il 26 novembre 2018 (archiviato il 27 novembre 2018).

### Esplicative
1. ↑  pseudonimo di Giulio Ricordi